# Louzy
Louzy est une commune du centre-ouest de la France située dans le département des Deux-Sèvres en région Nouvelle-Aquitaine.

## Géographie
La commune de Louzy, localisée au nord du département des Deux-Sèvres, se compose des principaux villages de Louzy, le Bouchet, Launay, Monceau, La Sablonnière, Magé, Parsois, Villeneuve et Vitray.
Le bourg est situé à quatre kilomètres au nord-nord-est de Thouars près de la route départementale de Saumur à Thouars.

### Divers
La commune de Louzy fait partie de la communauté de communes du Thouarsais et du syndicat du Pays Thouarsais.

### Climat
Pour des articles plus généraux, voir Climat de la Nouvelle-Aquitaine et Climat des Deux-Sèvres.
Historiquement, la commune est exposée à un climat océanique du nord-ouest.  
En 2020, Météo-France publie une typologie des climats de la France métropolitaine dans laquelle la commune est dans une zone de transition entre le climat océanique et le climat océanique altéré et est dans la région climatique  Moyenne vallée de la Loire, caractérisée par une bonne insolation (1 850 h/an) et un été peu pluvieux.
Pour la période 1971-2000, la température annuelle moyenne est de 12,1 °C, avec une amplitude thermique annuelle de 14,7 °C. Le cumul annuel moyen de précipitations est de 623 mm, avec 10,8 jours de précipitations en janvier et 6,3 jours en juillet. Pour la période 1991-2020, la température moyenne annuelle observée sur la station météorologique la plus proche, située sur la commune de Thouars à 4,75 km à vol d'oiseau, est de 13,1 °C et le cumul annuel moyen de précipitations est de 575,5 mm,. Pour l'avenir, les paramètres climatiques de la commune estimés pour 2050 selon différents scénarios d’émission de gaz à effet de serre sont consultables sur un site dédié publié par Météo-France en novembre 2022.

## Urbanisme

### Typologie
Au 1er janvier 2024, Louzy est catégorisée commune rurale à habitat dispersé, selon la nouvelle grille communale de densité à sept niveaux définie par l'Insee en 2022.
Elle est située hors unité urbaine. Par ailleurs la commune fait partie de l'aire d'attraction de Thouars, dont elle est une commune de la couronne,. Cette aire, qui regroupe 26 communes, est catégorisée dans les aires de moins de 50 000 habitants,.

### Occupation des sols
L'occupation des sols de la commune, telle qu'elle ressort de la base de données européenne d’occupation biophysique des sols Corine Land Cover (CLC), est marquée par l'importance des territoires agricoles (84,1 % en 2018), en diminution par rapport à 1990 (87 %). La répartition détaillée en 2018 est la suivante : 
terres arables (63,1 %), zones agricoles hétérogènes (14,7 %), prairies (6,3 %), zones urbanisées (6,1 %), forêts (5,6 %), zones industrielles ou commerciales et réseaux de communication (4,2 %). L'évolution de l’occupation des sols de la commune et de ses infrastructures peut être observée sur les différentes représentations cartographiques du territoire : la carte de Cassini (XVIIIe siècle), la carte d'état-major (1820-1866) et les cartes ou photos aériennes de l'IGN pour la période actuelle (1950 à aujourd'hui).
État actuel

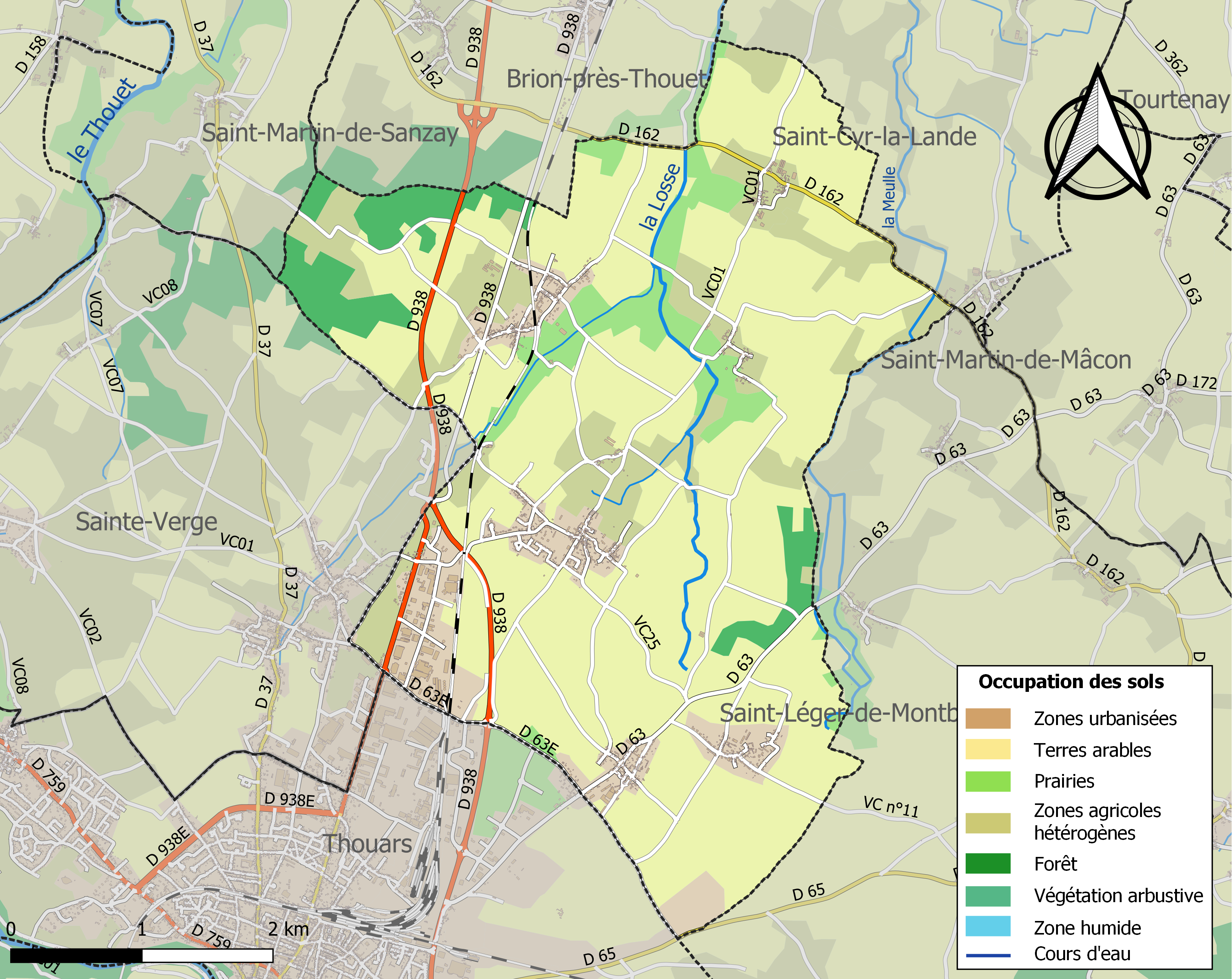
Carte des infrastructures et de l'occupation des sols de la commune en 2018 (CLC).

En 2021, les paysages de la commune de Louzy sont essentiellement agricoles dans toute la plaine centrale et orientale. Au sud-ouest, au contact des communes de Sainte-Verge et de Thouars, a été développée, depuis les années 1960, une zone d’activités industrielles, artisanales et commerciales. Au nord-ouest, au contact des communes de Saint-Martin-de-Sanzay et de Brion-près-Thouet, les paysages d’anciens vignobles sont caractérisés par des pentes occupées par des friches et des boisements (voir la carte d’occupation des sols).
La commune est drainée par le ruisseau de la Losse qui prend sa source principale près de l’église, par celui de la Fontaine-Chaude originaire de Sainte-Verge et celui de la Meulle qui est issu du marais de Lanjou, du nom d’un village homonyme disparu, en limite de la commune de Saint-Léger-de-Montbrun. Ces trois cours d’eau confluent au nord de la commune pour se jeter ensuite dans le Thouet près de Montreuil-Bellay.
Les surfaces agricoles et horticoles sont exploitées par une vingtaine d’entreprises de taille très variable. En général la production de céréales (maïs, blé) est associée aux oléoprotéagineux (colza, tournesol) et aux fourrages (luzerne) destinées aux productions laitières (bovins, caprins) ou de viande (bovins, ovins, porcs …). Quelques productions horticoles sous serres ou non (maraichage, ornements) se sont implantées à l’ouest (Magé) et à l’Est (quartier des Courtines).
Dynamique
La population de 1 340 habitants (INSEE, 2018), qui a doublé en 50 ans, est répartie entre huit villages de taille variable : La Sablonnière, Launay, Le Bouchet, Louzy (bourg), Magé, Parsois, Villeneuve et Vitray. Le bourg, où sont situés les deux écoles, la mairie et l’église, a connu depuis le début des années 1960, des extensions pavillonnaires spectaculaires. Parallèlement, les paysages agricoles ont été bouleversés par deux remembrements fonciers successifs entre 1950 et 1975.
Le parcellaire agricole, émietté et de petites dimensions (moins d’un hectare), consacré aux céréales (blé, orge), aux fourrages (choux, betteraves, prairies naturelles et artificielles) et aux cultures de graines et de tabac a été remplacé par un parcellaire de champs de grande dimension, atteignant aujourd’hui 5 à 10 hectares. Les haies ont été souvent supprimées et les fossés surcreusés pour permettre la mise en cultures mécanisées des sols marécageux inaccessibles dès l’automne.
La circulation sur la commune, motorisée ou non, est historiquement orientée par la liaison entre Thouars et Saumur, d’abord par une route nationale, puis départementale, et récemment par la déviation routière à trois voies de Brion-près-Thouet. Depuis la fin des années 1880 le trafic de voyageurs et de marchandises (carrières) relie Saumur à Thouars en ayant créé quatre passages à niveau  dans la commune dont deux subsistent aujourd’hui.
Les règles d’urbanisme
Le devenir des sols de la commune de Louzy a fait, depuis la fin des années 1960, l’objet de projets municipaux successifs traduit dans un plan d’occupation des sols (POS), puis dans un plan local d’urbanisme communal (PLU) intégré depuis 2020 dans un plan intercommunal d’urbanisme (PLUi). Cette planification est mise en place par un règlement d’urbanisme approuvé en 2020 et mis en œuvre par la Communauté des 24 communes du Thouarsais (CCT).
Le PLU de Louzy reprend les principes et les indications du plan d’aménagement et de développement durable (PADD) et du Schéma de cohérence territoriale (SCOT) de la CCT.
Il est concrétisé par un plan, « une carte no 20 » à l’échelle du 1/5000e, précisant les affectations réglementaires des différents espaces de la commune. Un règlement (un rapport de présentation) de 164 pages précise les conditions d’évolution ou de protection des unités cartographiées (zones urbanisées, agricoles et naturelles). Ce règlement et la carte qui l’accompagne sont opposables aux tiers et servent de références pour tout projet modifiant l’état cartographié des sols et soumis à autorisation de la mairie et du service d’urbanisme communautaire.
Entre autres thèmes développés (économiques, démographiques, patrimoniaux et sociaux), le rapport indique que la commune fait partie de la « trame verte » communautaire du fait des espaces ruraux de « biodiversité bocagère » et de transition entre  espaces urbanisés, agricoles et boisés. Elle entre également par ses cours d’eau (Losse, Fontaine-Chaude, Meulle), « réservoirs de biodiversité aquatique », dans la trame bleue. Ces ruisseaux sont classés en zones naturelles protégées (N).
Le SCOT et le PLUi ont fait l’objet d’une concertation avec les habitants de la CCT de 2015 à 2020) au cours de huit ateliers publics. Un plan de paysage (2017-2019) a notamment été expliqué et débattu avec les participants. Cinq courriers d’habitants de Louzy ont été envoyés à la CCT. Le rapport de concertationavec la population a conclu (p. 41) que le public avait été informé et que « les modalités de collaboration décidées en 2016 ont été respectées ».
En simplifiant, il est possible de retenir les indications suivantes, pour chaque village et leur périphérie. Les sigles de classement (N, UA, UB, A, Ah …) sont expliqués en détail dans le rapport de présentation évoqué plus haut :
Vitray
L’espace bâti (hameau) et non bâti est classé en zone agricole protégée (A). Deux biens patrimoniaux sont signalés (un calvaire et un puits privé à balancier).
Monceau :
Le hameau, peu dense, est classé Ah, comme secteur de taille et de capacité d’accueil limité (STECAL). Il est urbanisable seulement au niveau des espaces interstitiels du bâti (« dents creuses »). Au bord de la Losse (N), le lavoir public restauré est indiqué comme bien patrimonial.
Le Bouchet
Le centre ancien du village et son ancienne ferme fortifiée (maison forte) sont classés en zone construite UA, et ses extensions pavillonnaires résidentielles (lotissements) récentes en zone UB. Au bord de la Meulle, le lavoir et ses abords, restaurés par les habitants sont classés en zone N (zone naturelle et forestière protégée).
Pas de réserve foncière aménageable au sein de l’espace agricole (A).
Launay
Le village ancien est classé en zone construite UA et les lotissements périphériques en zone UB. Le classement A (agricole protégé) concerne des bâtiments agricoles et les terrains agricoles voisins comprenant une zone humide (La Saulaie). L’ancienne maison forte de la Seigneurerie n’est pas indiquée.
Pas de réserve foncière constructible.
Magé
La partie la plus ancienne du village est classée en zone UA et les extensions pavillonnaires UB, à l’exception d’une ferme (A). L’espace agricole voisin classé A comprend des zones humides ( parfois inondables)  à proximité du ruisseau de la Fontaine-Chaude (N), notamment sur le site de la Casse. Les écuries (en ruine) du « château » (non classé), un mail de tilleuls et deux croix publiques bénéficient d’une indication patrimoniale. Les bois en zones agricole (A) ou naturelle et forestière (Np) sont protégés.
Pas de réserve foncière constructible.
Louzy-La Sablonnière-Parsois-Villeneuve
Le cœur ancien du bourg et les trois hameaux associés sont classé UA, et les importants lotissements, construits depuis les années 1960, UB. Le périmètre historique du Clos du Château, classé pour une partie agricole (A) et pour l’autre naturelle (N) en raison des zones humides et aquatiques est protégé de l’urbanisation (sauf loisirs compatibles : une salle festive en construction en 2022). Des biens patrimoniaux sont indiqués (l’église du XIe siècle, un presbytère, deux calvaires, un pigeonnier, une ferme …). Protégés, quatre cônes de vue sur l’église ont été définis depuis le nord, l’est et l’ouest.
Trois parcelles, au sud du bourg, sont constructibles pour des raisons d’habitat ou de projets à vocation économique, à court (1AUH) ou moyen termes (2AUH).
Le règlement d’urbanisme et le PLU actuels seront appliqués jusqu’en 2030.
[1] https://remonterletemps.ign.fr/comparer/basic?x=-0.215363&y=47.016329&z=13&layer1=ORTHOIMAGERY.ORTHOPHOTOS.1950-1965&layer2=GEOGRAPHICALGRIDSYSTEMS.MAPS.SCAN50.1950&mode=vSlider

### Risques majeurs
Le territoire de la commune de Louzy est vulnérable à différents aléas naturels : météorologiques (tempête, orage, neige, grand froid, canicule ou sécheresse), mouvements de terrains et séisme (sismicité modérée). Il est également exposé à un risque technologique, le transport de matières dangereuses. Un site publié par le BRGM permet d'évaluer simplement et rapidement les risques d'un bien localisé soit par son adresse soit par le numéro de sa parcelle.

#### Risques naturels

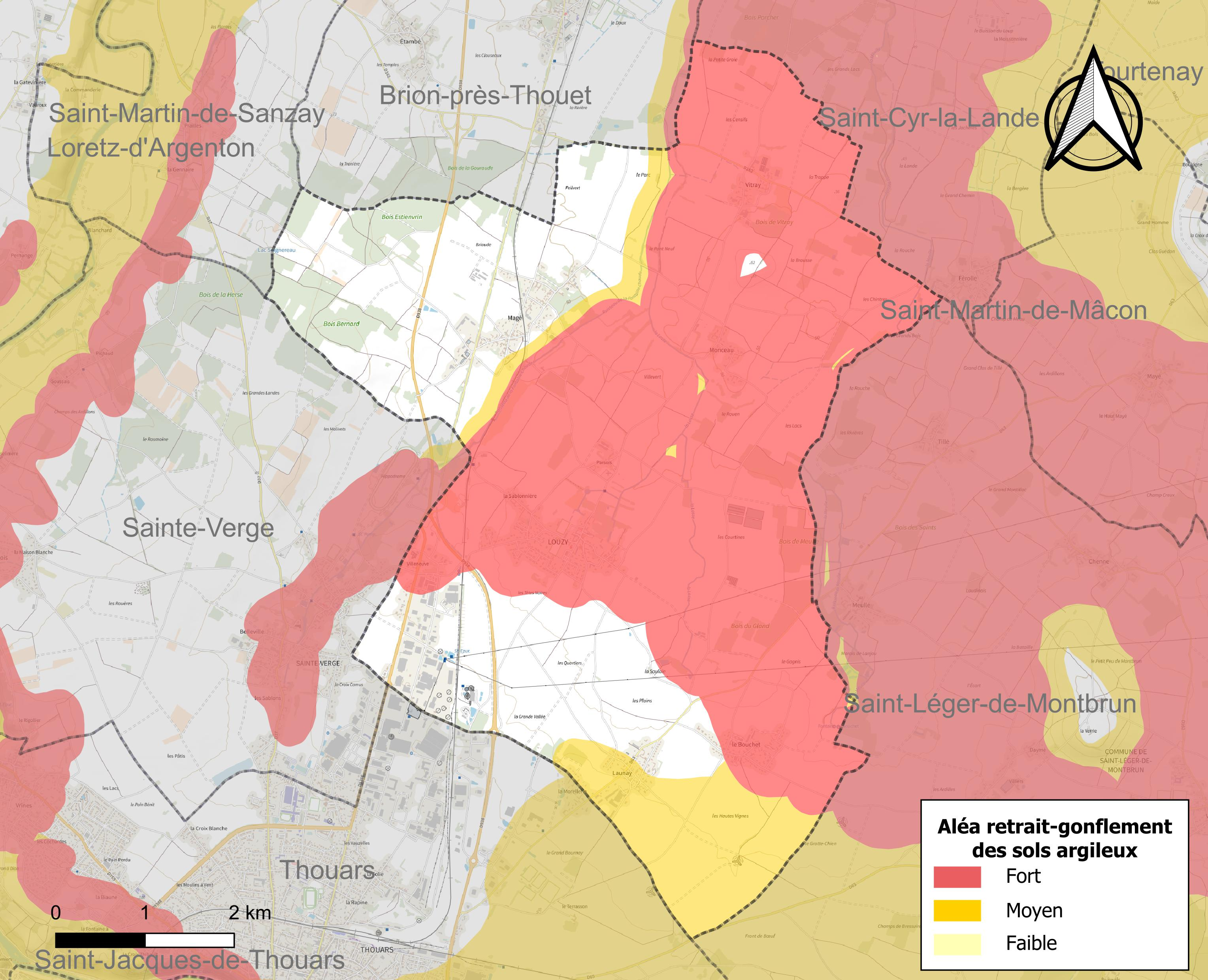
Carte des zones d'aléa retrait-gonflement des sols argileux de Louzy.

Les mouvements de terrains susceptibles de se produire sur la commune sont des tassements différentiels. Le retrait-gonflement des sols argileux est susceptible d'engendrer des dommages importants aux bâtiments en cas d’alternance de périodes de sécheresse et de pluie. 67 % de la superficie communale est en aléa moyen ou fort (54,9 % au niveau départemental et 48,5 % au niveau national). Depuis le 1er octobre 2020, en application de la loi ELAN, différentes contraintes s'imposent aux vendeurs, maîtres d'ouvrages ou constructeurs de biens situés dans une zone classée en aléa moyen ou fort,.
La commune a été reconnue en état de catastrophe naturelle au titre des dommages causés par les inondations et coulées de boue survenues en 1982, 1983, 1999, 2010 et 2018, par la sécheresse en 1989, 1991, 1992, 2003, 2005, 2009 et 2017 et par des mouvements de terrain en 1999 et 2010.

## Économie
Louzy abrite le siège social de 8 grandes entreprises.
Les entreprises
Selon le site de la mairie en 2016, il existait 38 entreprises dans la zone industrielle de Thouars-Louzy, 6 dans celle de la Casse et 30 disséminées dans les différents villages, soit 74 entreprises, chiffre auquel il faut ajouter 25 entreprises agricoles, soit une centaine d’entreprises.
Pour l’INSEE, le nombre d’établissements à finalité économique est de 111. La notion d’entreprise utilisée repose sur des définitions juridiques et non économiques.
En 2019, 82 entreprises hors agriculture ont été dénombrées par l’INSEE.
Parmi les 4 845 entreprises du département, et les 500 les plus importantes, huit à Louzy présentent un chiffre d’affaires annuel supérieur à 3 millions d’euros. Les établissements Bellané (aliments du bétail et stockage de grains) depuis 1963 ; Leul menuiseries depuis 1995 ; les laboratoires Rivadis SAS (cosmétique, environ 200 emplois) depuis 1988 ; Sesame Developpement et Morin frères (commerces de détail ; famille Morin)depuis 2000 et 1972 ; Talbot Mécanique rectification SA depuis 1975 ; Fradin SA (Mécanique) depuis 1973 et TIPER méthanisation depuis 2008.
Les emplois
De 2007 à 2012, les emplois de la commune sont passés de 682 à 812. Ils concernent un peu plus de 600 personnes. En 2012, 670 personnes entre 15 et 64 ans sont considérées comme actives (INSEE) : ce qui veut dire qu’environ la moitié des habitants de la commune de Louzy en âge de travailler, a un emploi. Les salariés sont essentiellement des hommes (507 sur 750), en grande majorité en CDI ou fonctionnaire. Le temps partiel a de 2007 à 2012 augmenté chez les hommes et diminué chez les femmes. Sur 619 salariés, 173 (28 %) travaillent dans la commune (dans l’une ou l’autre des 100 entreprises recensées), et les autres essentiellement dans le département.
Les entreprises se consacrent (hors agriculture) essentiellement aux commerces, à l’artisanat, aux transports et aux services automobiles. La moitié avait au moins 10 ans d’activité en 2014.
Le nombre de salariés fin 2013 (1010) est concentré dans l’industrie (692 salariés pour 13 entreprises) et dans le commerce, les transports et les services (226). Un peu plus de la moitié des entreprises n’a pas de salarié et 25 % de 1 à 9.[1]
En 2018, 780 emplois étaient recensés dans la commune dont 148 concernaient ses habitants[2]
[1] https://topia.fr/wp-content/uploads/2021/01/Chroniques-louzeennes-Donadieu-2015-2020.pdf
[2] https://www.insee.fr/fr/statistiques/2011101?geo=COM-79157

## Histoire
L’actuelle commune et ancienne paroisse de Louzy entre dans la préhistoire par des vestiges mégalithiques (-5000 à -3500 avant J.-C.) localisés à sa périphérie immédiate, dans la commune de Saint-Léger-de-Montbrun avec les dolmens du néolithique moyen de la Pierre-Levée à Puyraveau, et en limite de celle de Thouars avec l’importante allée couverte du tumulus de la Motte-de-Justice.
La paroisse s’est d’abord appelée Luzy en 1022 (chartrier de l’église Saint-Pierre-de-Thouars, aujourd’hui disparue), Lozy en 1160 (cartulaire de l’église Saint-Laon), puis Louzy en 1274 (cartulaire de l’abbaye de Chambon, aujourd’hui disparue)[2], appellations proches de celles d’autres communes des Deux-Sèvres comme Lezay et Luzay dont l’origine des noms semble liée à des propriétaires de villas gallo-romaines.
La paroisse faisait partie des Marches Communes à l’Anjou et au Poitou (ou Marches Séparantes) et dépendait pour sa juridiction civile et militaire des villes de Saumur et de Thouars. L’incorporation d’une partie de ces Marches dans les Deux-Sèvres en 1790 a placé la commune de Louzy dans une situation de transition géographique entre les Vignobles thouarsais et saumurois, le Bocage bressuirais et les plaines de la Vienne.

### Sous l’Ancien Régime
À la suite des missions évangélisatrices du futur Saint-Hilaire, évêque de Poitiers (315-367) - un bois de la commune porte son nom-, la communauté villageoise s’est constituée autour de la petite église dédiée à saint Pierre, construite au XIe siècle et qui releva à partir de 1122 du chapitre de l’église Saint-Pierre du Châtelet à Thouars.
À la fin du Moyen Âge, la paroisse réunissait de petites seigneuries dépendantes du vicomté de Thouars. Elles étaient partagées entre plusieurs fiefs dont quelques vestiges de « maisons fortes » défensives ont longtemps subsisté : celles du Puy-Jourdain au Bouchet, de Launay, et de Monceau notamment.
De la période protestante de la ville de Thouars à la fin du XVIe siècle, il ne reste à Louzy que le souvenir et les fondations de la maison de plaisance des ducs et duchesses de la Trémoïlle, notamment du duc et pair Henri et de son épouse Marie de la Tour d’Auvergne qui firent construire l’actuel château de la ville.
Claude de Courbois, qui était « le jardinier des jardins de Thouars et de Louzy » dans les années 1640, résidait dans le hameau de la Sablonnière, voisin du bourg et du « château »[1]. Nulle image n’a été conservée, mais dans la mémoire locale on a le souvenir d’une très longue parcelle marquant l’emplacement d’un imposant mail d’ormes qui menait à la ville de Thouars et permettait d’accéder à la propriété ducale.
L’allée, dite de la Grande Versenne, aboutissait « à un portail en hémicycle  qui ouvrait sur une cour et donnait accès à la maison de 34 mètres sur 15 mètres au sol, prolongée par une terrasse de 51 mètres côté jardin. Cette terrasse surplombait un parterre, divisé en quatre carrés et bordé d’arbres, avec sur le côté, dans l’axe de l’allée (de la Grande Versenne) et parallèle à la maison, un canal reliant deux bassins ».

### AuXIXesiècle
Après la Révolution, la propriété ducale dite du Clos-du-Château est devenue celle de l’État qui a revendu ensuite progressivement les terrains : au début du XIXe siècle à un entrepreneur qui a démoli le bâtiment pour en revendre les matériaux, puis au cours de ce même siècle à quelques habitants du bourg qui en ont repris les terres agricoles.  
Les murs actuels en ruine   du « Clos » délimitaient le domaine.  La ferme près de l’église, qui en dépendait et qui a été détruite dans les années 1990, était appelée la « ferme du Château » sur le cadastre napoléonien de 1826. Il n’en reste qu’un superbe pigeonnier et une petite maison d’habitation restaurée.
Une autre famille aristocratique et militaire, les d’Aviau de Piolant, a marqué la mémoire de la commune. Issue de la commune voisine de Saint-Martin-de-Sanzay, et propriétaire de 1806 à 1899 du château de Magé, un des villages de la commune de Louzy, elle fut la bienfaitrice de l’école des filles de la paroisse qu’elle fit construire en 1880. Elle confia l’école à la congrégation des Filles de la Croix de 1826 jusqu’en 1950[4].
Au XIXe siècle jusqu’aux années 1950, la population du village, essentiellement agricole, n’a pas dépassé 750 habitants. Et l’arrivée du chemin de fer à Thouars depuis Saumur dans les années 1880  – qui créa quatre maisonnettes de garde-barrières – ne changea rien à la vie de la commune à l’exception de l’arrivée de quelques retraités de la SNCF.  
En 1836, les propriétaires fonciers de la commune vivaient de leurs rentes de location et d’affermage de biens immobiliers, soit vingt-six familles[5]. Certains possédaient un capital foncier et des revenus conséquents qui se traduisaient par l’emploi d’une domesticité parfois importante. D’autres, anciens, actuels ou futurs élus, étaient des « propriétaires » qui disposaient de revenus plus modestes issus de fermage (ou de métayage).
Les fermiers louaient des terres aux propriétaires fonciers bailleurs. Peu de chefs de familles   avaient ce statut dans la commune, qui procurait une certaine aisance stable.  S’ajoutaient les «cultivateurs» et les «vignerons» qui étaient en général des petits propriétaires, parfois fermiers, cultivant leurs parcelles avec ou sans domestiques. Ils vivaient de revenus agricoles très variables en fonction du climat de l’année et du prix des marchés locaux (foires, moulins, négoce du vin). Une cinquantaine de familles était dans ce cas.
Les journaliers et les journalières se louaient pour des travaux ponctuels en général saisonniers, pour les moissons, les foins, les vendanges par exemple. Leur statut était très précaire, mais ils se faisaient ainsi connaitre des employeurs pour des emplois plus stables de valets de ferme, d’apprentis ou de servantes. Cinquante familles de deux à quatre personnes résidentes, étaient ainsi concernées dans la commune.  
Les « artisans » réunissaient une population de trente-sept familles, essentielle à la vie du village : maçons et terrassiers, menuisiers, charpentiers, huilliers[6], boucher-charcutier, tonnelier, taupier, couturières (au moins dix), tisserands …. Liste à laquelle il fallait ajouter trois marchands ou négociants, en vin en particulier.
Enfin quelques rares emplois publics concernaient la mairie (le maire et l’adjoint), l’instituteur secrétaire de mairie, le garde-champêtre et le percepteur. Les « inoccupés » parfois indigents (une cinquantaine de personnes) n’apparaissaient pas, le règlement du recensement demandait en effet de ne pas les inscrire.
En résumé sous la monarchie orléaniste, une cinquantaine de familles (environ 200 personnes) en faisaient (sur)vivre cent dix autres (soit environ 450 personnes), la majorité de la population.  

### XXesiècle
En 1936, dans le bourg de Louzy, et les hameaux voisins de La Sablonnière et Parsois, la population avait peu changé depuis un siècle. Deux écoles, « libre » et laïque, se faisaient, depuis des décennies, une discrète concurrence pour recruter les élèves, filles d’un côté et filles et garçons de l’autre, et organiser les fêtes paroissiales et républicaines.
Une cinquantaine de foyers était déclarée comme des « cultivateurs », petits propriétaires fonciers, également fermiers, qui vivaient surtout du revenu des fermes exploitées avec des « domestiques ». La majorité des autres habitants concernait des commerçants ou des artisans.
Dans le bourg vivaient deux familles de commerçants : un épicier et un marchand de tissus, treize familles d’artisans et employés, dont un menuisier, un maréchal ferrant et sept maçons ;  et surtout dix-huit familles d’agriculteurs, dont plusieurs « rentiers ». S’ajoutaient les institutrices (deux religieuses) et leur domestique qui habitaient l’école « libre », actuelle école Saint-Joseph, une famille d’instituteurs dans l’école publique, et le curé et sa mère dans le presbytère[7].
Au début du XXIe siècle, à la suite des remembrements fonciers et de la mécanisation agricole, ne restaient plus dans le bourg que trois agriculteurs en activité. Et la plupart des artisans et des commerçants avaient disparu, comme les propriétaires rentiers, les domestiques, le métayage, le curé et les religieuses institutrices.
En 2018 la population résidente avait doublé avec la construction de lotissements dans et autour des villages, et la création d’emplois issus des entreprises (une centaine) installées dans la commune et les communes voisines.
[1] Grégory Vouhé, « Les jardins du château de Thouars, Lemercier, Le Nôtre, Hardouin-Mansart, Gabriel de Cotte », Revue historique du Centre-Ouest, tome 1, 2002, p. 353–397.
[2] Il était également indiqué sur la carte des Cassini (XVIIIe siècle).
[3] G. Vouhé et J.-P. Nibodeau, op. cit.
[4] Pierre Donadieu, 2020 à 2021, Mémoires louzéennes  et 2015 à 2020, Chroniques Louzéennes (voir Mémoires Louzéennes).
[5] Recensement de la population, Archives départementales des Deux-Sèvres.
[6] Personne exerçant le métier de presseur et producteur d’huile.
[7] Archives départementales des Deux-Sèvres.
[1] Georges Germond, « L’inventaire des mégalithes de la France », 1980. https://www.persee.fr/doc/galip_0072-0100_1980_sup_1_6
[2] Maurice Poignat, Le pays Thouarsais, Histoire des communes des Deux-Sèvres, Niort, éditions du Terroir, 1980, p. 68–60.

## Politique et administration
Administration de la commune
Depuis la Révolution de 1789 jusqu’en 1995, se sont succédé neuf maires avec leurs conseils municipaux[1] :
-Louis Chauvin (1803-1808)
- Le comte Charles-François d’Aviau de Piolant (de 1808 à 1830), qui créa la première école de filles dans le hameau de Magé avec la congrégation des Filles de la Croix originaire de la Puye (Vienne) et sa fondatrice Elisabeth Bichier des Ages.
-René-Généroux Malécot (1831-35 et 1841-1845), : « en 1833, le conseil autorise la location d’une maison pour une nouvelle école de garçons et fixe le prix pour les élèves (1f pour apprendre à lire, 1,50 f pour lire et écrire, 2 f pour lire, écrire et compter) et pas plus de 4 élèves indigents gratuits »[2].
-Jean-David Duhaume (1835-1841) fit aménager la première école publique, accueillit son premier instituteur, participa au baptême de « Elisabeth » la nouvelle cloche de l’église. Il mit en place « une commission de surveillance » des religieuses (les Filles de la Croix) de l’ école de filles dont la bienfaitrice était la famille de militaires, d’Aviau de Piolant, résidant dans le château de Magé.
-Pierre Malécot (1845-1853) fit approuver la construction dans le cimetière d’une chapelle funéraire pour le comte Charles -François d’Aviau de Piolant, ancien maire.
-René Piloteau (1853-1878) entra en conflit avec l’instituteur Louis Mimaud, lui-même en désaccord avec le curé Pierre Valois.
-Jean-Léonard Boury (1878-1896) fit acheter la maison de Sophie Audouin-Malécot pour construire, à côté, l’école publique de garçons. Il fit vendre l’ancienne école, emprunta à la banque et eut recours aux subventions publiques pour payer l’instituteur. Il organisa l’aide aux plus démunis (ateliers de charité), fit rehausser le clocher de l’église et installer une nouvelle cloche baptisée « Marie ».
-René Boury, fils du précédent, (1896-1939) ajouta l’école publique de filles, installa la première salle des fêtes, fit construire le nouveau cimetière et le monument aux morts de la guerre 1914-1918 et empierrer les chemins communaux. Avec ses conseillers, il créa une compagnie de sapeurs-pompiers et organisa l’électrification des villages, l’arrivée du téléphone et le port du courrier et des télégrammes.
-Georges Richard (1939-1965), avec son conseil, organisa l’approvisionnement des habitants de la commune après la guerre (cartes de rationnement) et fit construire la seconde salle des fêtes près de l’école publique. Il initia les premiers remembrements et le drainage des terres agricoles, l’adduction d’eau, le ramassage scolaire et réaménagea la place de l’église (nivellement et coupe des marronniers). Deux emprunts bancaires permirent de commencer à viabiliser l’essentiel des chemins ruraux de la commune, impraticables en hiver.
-René Brunet (1965-1995). Avec le conseil municipal, il mit en place un service d’enlèvement des ordures ménagères et un second remembrement foncier. Il créa la zone industrielle dans le prolongement de celle de la commune voisine de Thouars et le premier plan d’urbanisme, initia le premier repas annuel pour les personnes âgées de la commune, électrifia les sonneries des cloches de l’église et l’éclairage du bourg, mit en œuvre le premier lotissement dit de la Maisonnette (du passage à niveau du chemin de fer), et fut à l’origine de la nouvelle mairie, de la troisième salle des fêtes, du centre de loisirs, du premier terrain de football et du restaurant municipal.
[1] Les informations ci-dessous sont issues des procès-verbaux des conseils municipaux de la commune de Louzy. Archives départementales des Deux-Sèvres. Consulter également les Mémoires Louzéennes, 2021.

[2] Archives départementales des Deux-Sèvres, Procès-verbal des conseils municipaux de la commune de Louzy, 1833.
| Période   | Période       | Identité      | Étiquette             | Qualité                     |
| --------- | ------------- | ------------- | --------------------- | --------------------------- |
| mars 1965 | mars 2001     | Jacky Michaud | Parti socialiste (PS) | Enseignant                  |
| mars 2001 | réélu en 2020 | Michel Doret  | -                     | Directeur d'agence bancaire |

## Population et société

### Démographie
L'évolution du nombre d'habitants est connue à travers les recensements de la population effectués dans la commune depuis 1793. Pour les communes de moins de 10 000 habitants, une enquête de recensement portant sur toute la population est réalisée tous les cinq ans, les populations de référence des années intermédiaires étant quant à elles estimées par interpolation ou extrapolation. Pour la commune, le premier recensement exhaustif entrant dans le cadre du nouveau dispositif a été réalisé en 2005.

En 2022, la commune comptait 1 292 habitants, en évolution de −4,3 % par rapport à 2016 (Deux-Sèvres : +0,18 %, France hors Mayotte : +2,11 %).
| 1793 | 1800 | 1806 | 1821 | 1831 | 1836 | 1841 | 1846 | 1851 |
| ---- | ---- | ---- | ---- | ---- | ---- | ---- | ---- | ---- |
| 721  | 794  | 719  | 781  | 744  | 730  | 736  | 745  | 746  |

| 1856 | 1861 | 1866 | 1872 | 1876 | 1881 | 1886 | 1891 | 1896 |
| ---- | ---- | ---- | ---- | ---- | ---- | ---- | ---- | ---- |
| 729  | 730  | 733  | 721  | 741  | 741  | 724  | 708  | 714  |

| 1901 | 1906 | 1911 | 1921 | 1926 | 1931 | 1936 | 1946 | 1954 |
| ---- | ---- | ---- | ---- | ---- | ---- | ---- | ---- | ---- |
| 695  | 710  | 719  | 681  | 710  | 732  | 742  | 713  | 736  |

| 1962 | 1968 | 1975 | 1982 | 1990  | 1999  | 2005  | 2006  | 2010  |
| ---- | ---- | ---- | ---- | ----- | ----- | ----- | ----- | ----- |
| 707  | 640  | 732  | 901  | 1 098 | 1 115 | 1 127 | 1 137 | 1 287 |

| 2015  | 2020  | 2022  | - | - | - | - | - | - |
| ----- | ----- | ----- | - | - | - | - | - | - |
| 1 343 | 1 300 | 1 292 | - | - | - | - | - | - |

### Sports
Le club de football de l'ES Louzy (ESL) a été créé en 1973. En 2014, son équipe première évolue en promotion de ligue.

## Culture et patrimoine

### Lieux et monuments
- L'église Saint-Pierre, XIe et XIIe siècles, avec des vitraux modernes datant de 1966.
- Les abords de l'église ont été rénovés ; le pigeonnier et le portail de l'ancienne cure ont été particulièrement bien mis en relief.

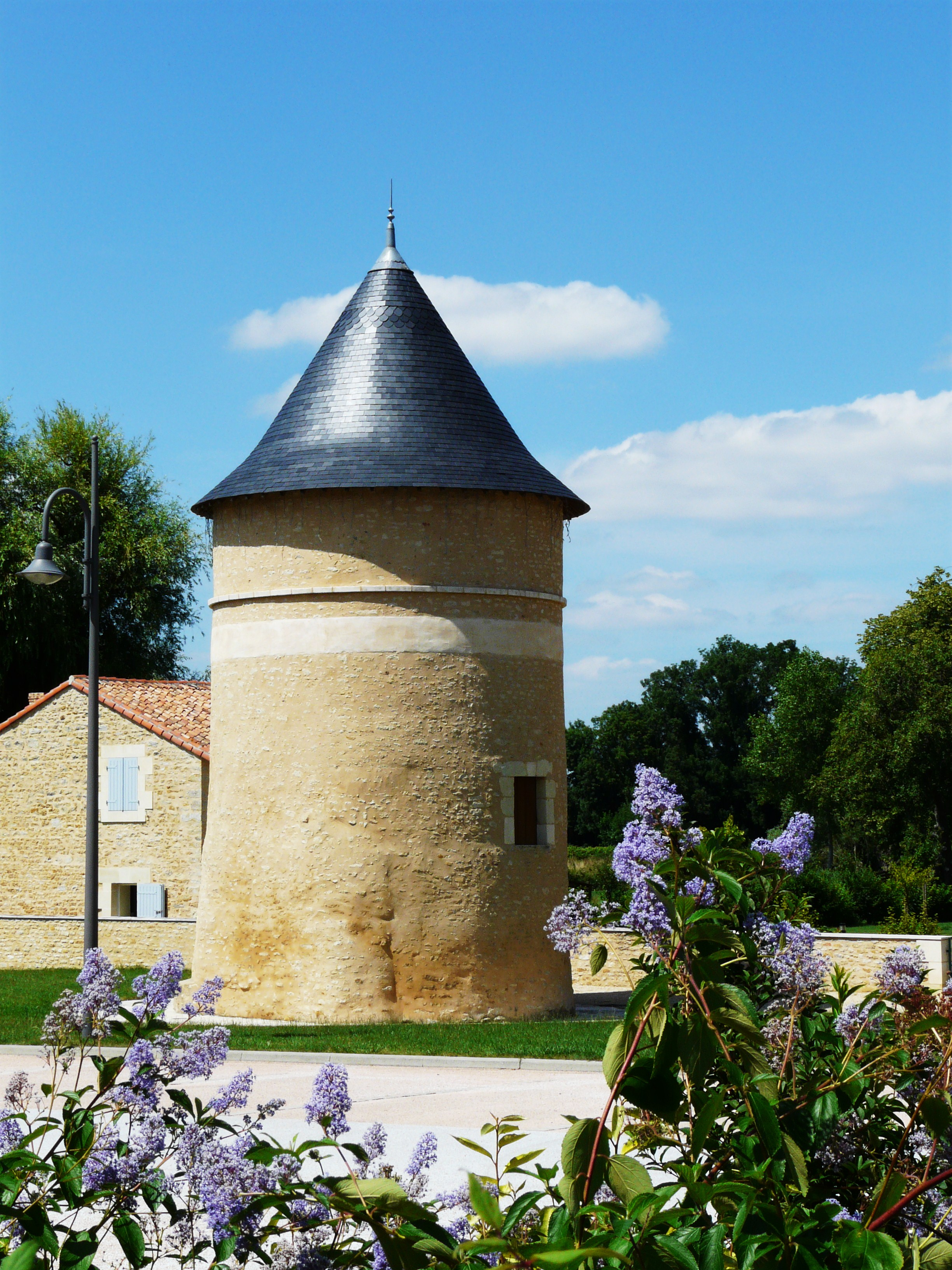
Pigeonnier.
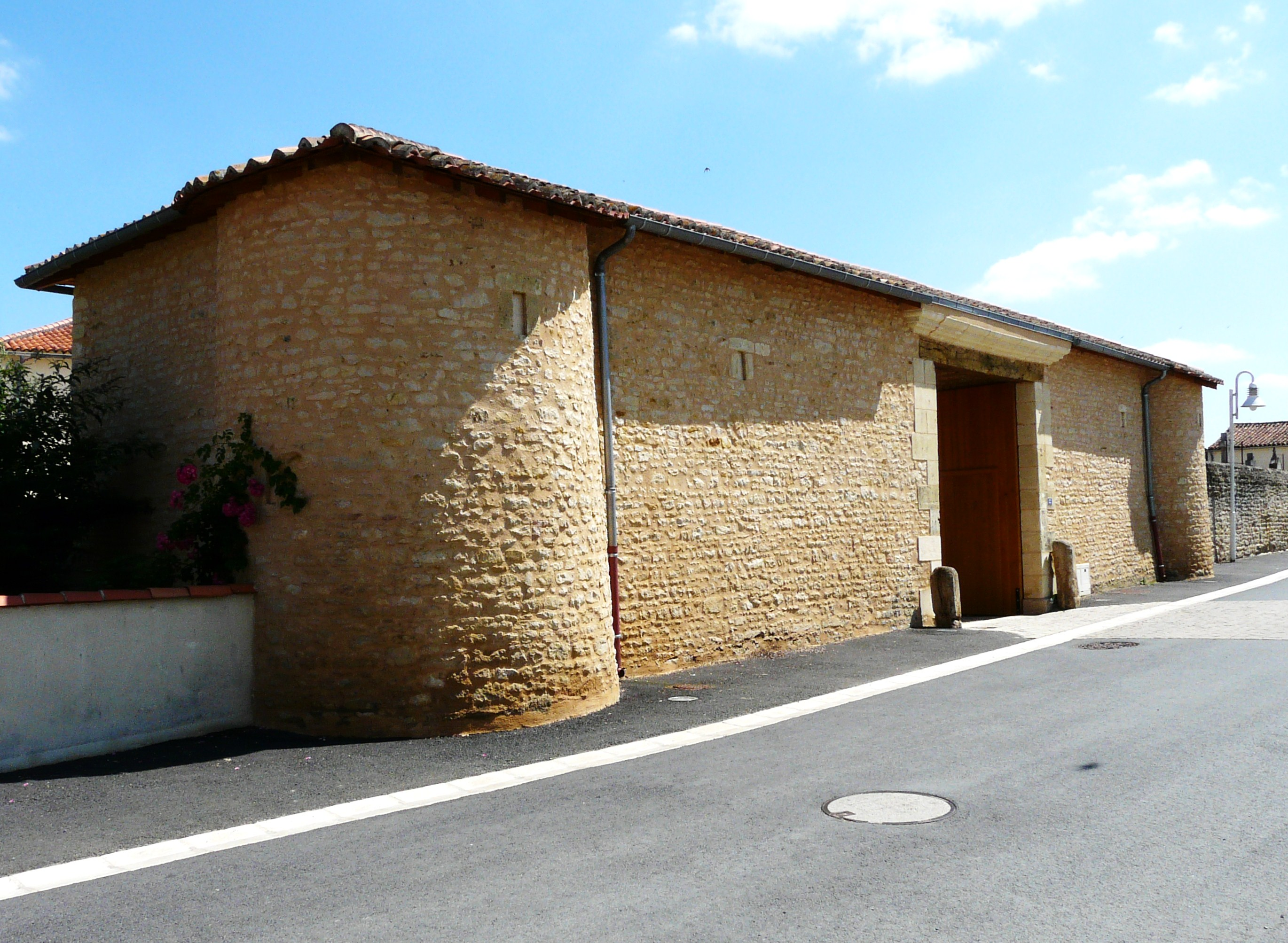
Portail de l'ancienne cure.
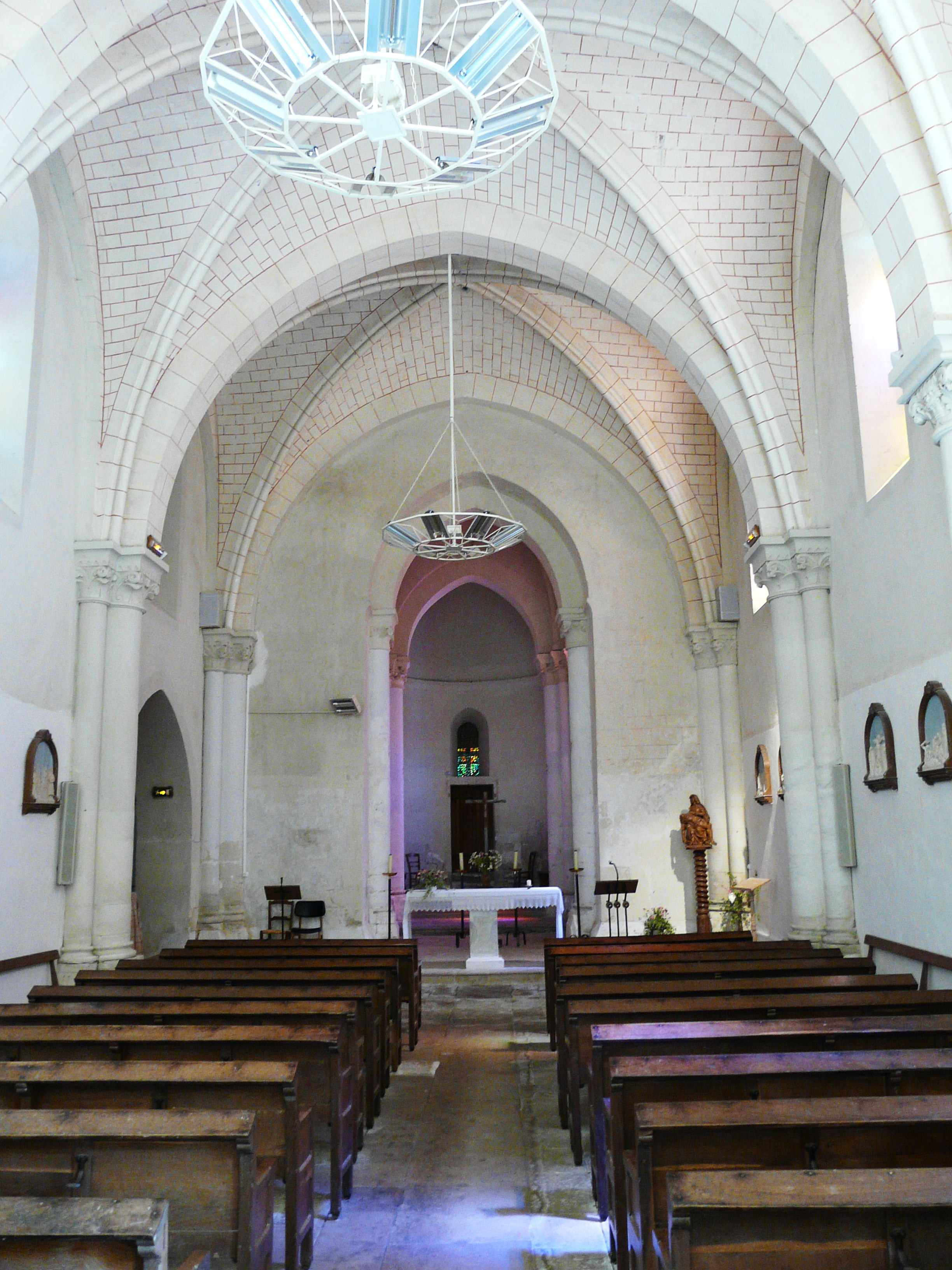
Nef de l'église.